# カンペルレ
カンペルレ （Quimperlé、ブルトン語:Kemperle）は、フランス、ブルターニュ地域圏、フィニステール県のコミューン。

## 地理

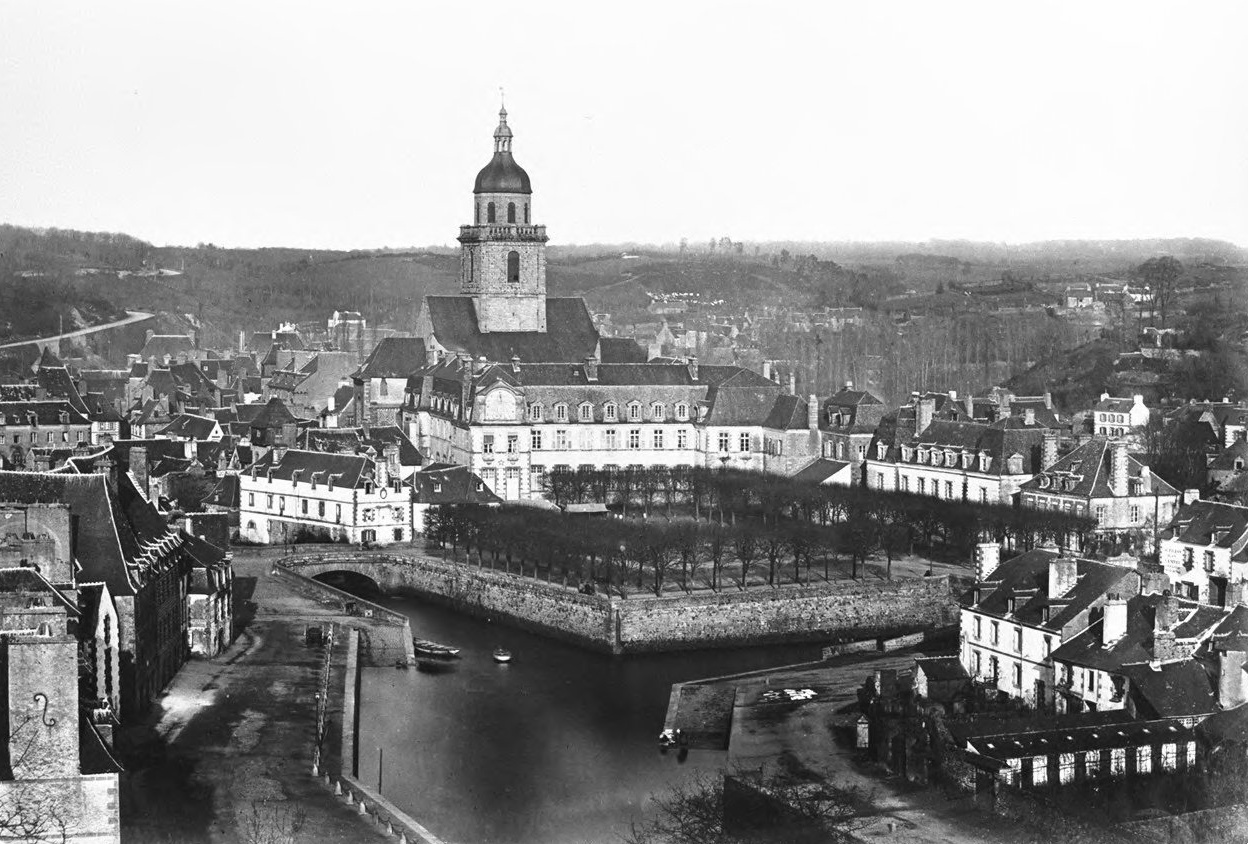
1860年に撮影されたサント・クロワ修道院

カンペルレは県南東部に位置する。ロリアンの北西19.7km、カンペールの東44kmに位置する。歴史的見地からすると、カンペルレはコルヌアイユ地方に属する。
カンペルレとは、ブルトン語で合流することを意味するkemperに由来する。エレ川は町を横断する河川の1つである。実際、町はエレ川とイゾル川の合流地点となっている。この2河川が合流し、ライタ川が生まれる。ライタ川は潮にさらされ、15kmあまり続く長いリアス式海岸で、航行可能である。このためカンペルレは海港でもある。町を横切るもう1つの流れは、ドゥルデュ川（Dourduとはブルトン語で黒い川を意味する）で、直接ライタ川に流れ込んでいる。カンペルレはエレ川を境界として、コルヌアイユ司教区とヴァンヌ司教区とに分かれる地であった。
伝統的に町はヴィル・オート（ville haute、高い町）とヴィル・バス（ville basse、低い町）とに分かれる。かつて貴族と聖職者が多く暮らしたヴィル・バスは、もはやファサードしか残っていないサン・コロンバン教会と、ベネディクト会派のサント・クロワ修道院を中心として発展した。一方でヴィル・オートは、サン・ミシェル教会と教会前広場を中心に発展した、商人の町である。
ヴィル・バスは、エレ川とイゾル川合流地点に挟まれた半島部分を占めている。合流地点直前に2つの河川をつなぐ堀が掘られたため、人工島に変えられている。かつてのサント・クロワ修道院は、町の発祥地となる、町の核であった。13世紀以降、外からの攻撃から修道院を守るため、防御壁が修道院を囲み、聖域とされていたからである。人口増加は市街の拡張を引き起こし、防御壁の外へ町が拡大した。サント・クロワ修道院の勢力と均衡を取るべく、ブルターニュ公ジャン1世は1264年、右岸のヴァンヌ司教区にドミニコ会派修道院を創設した。修道院は、ジャン1世妃ブランシュに敬意を表して、（修道士たちの服装の色に言及しない場合に限って）ブランシュ修道院の別名で呼ばれた。
町は、サント・クロワ修道院院長に完全に依存していた。修道院長は真の封建領主かつ行政の長であり、裁判官であり、地域の警察機関の長であった。修道院長の権限の元、官僚が財務を管理し、弁護士が重い刑罰を含む判決を最終判断なしに決め、voyerが徴税を確保していた。一方で修道院長は、修道院が所有する、教区内全ての教会に対して司教権を持っていた。ブリゾーの邸宅は、洪水時の水の高さを測る目印となった。
ヴィル・バスの大部分は洪水にみまわれていた。ブリゾーとシュルクフの河岸は定期的にライタ川の水が上がった。
ヴィル・オートはサン・ミシェル山とともに標高の高い部分を占めていた。
ブランシュ修道院を中心に、ライタ川左岸、サン・ミシェル山と向かい合う場所に小さな定住地が発展した。これがやがてブルガヌフと呼ばれるようになった。後になって都市部が西へ向かって拡大し、1862年から1863年にかけ鉄道駅が建設された。今日、近接するコミューン、メヤックと北方面は都市化が進んで、スタン・ヴェイユとティ・ランの中心はカンペルレ都市圏の郊外となっている。

## 歴史

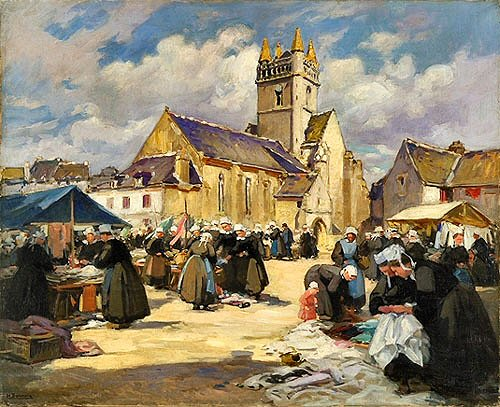
アンリ・アルフォンス・バルノワン画、カンペルレの市、カンペール美術館所蔵

旧石器時代、ネアンデルタール人がカンペルレ周辺で暮らしていたと見られている。カンペルレとクロアール＝カルノエ間の森で、ムスティエ文化時代の石器が発見されているからである。カンペルレにもドルメンがあるが、実際に先史時代に人が暮らした定住地跡は見つかっていない。
町の最古の定住地はヴィル・バスで誕生した。5世紀にこの地で生きた、グレートブリテン島出身の公の名にちなみ、villa Anaurotの名で呼ばれていた。ブルトン人の公であったギュルティエルンはカンペルレの地に礼拝堂を建てたが、およそ3世紀後にノルマン人襲来によって破壊されている。伝説によれば、1029年9月14日、コルヌアイユ伯アラン・カニアールがベネディクト会派のサント・クロワ修道院を建立した。歴史家たちは、実際の建立の日付は1050年代だとしている。修道院はコルヌアイユ伯およびブルターニュ公の庇護を受け、そして多くの寄進を受けてすぐに繁栄した。1154年、アラブの地理学者アル・イドリースィーは、Kimberlikという町が「良い場所にあり、小さいが、多くの産業があり、市場が開かれて活気がある」と述べている。
ブルターニュ継承戦争中のカンペルレは、ブルターニュ公位僭称者ジャン・ド・モンフォールを支持した。彼はカンペール包囲中に受けた傷がもとで、1345年に死去した。彼はカンペルレのドミニコ会修道院付属教会の墓地に埋葬された。
第二次世界大戦中のカンペルレは、近くのロリアンとエンヌボンとは異なり、爆撃と破壊を免れた。1944年8月9日、カンペルレはフランス内地軍（fr）によって解放された。
カンペルレはまた、2度のブルターニュ・バガドウ・チャンピオンに選ばれた伝統的なブルトン音楽の楽団、バガド・ブロ・カンペルレ（fr）のため知られている。

## 交通
- 鉄道 - TGVのLGV大西洋線がカンペルレ駅に停車する。パリから約4時間でカンペルレに到着する。

## 人口統計
| 1962年 | 1968年 | 1975年 | 1982年 | 1990年 | 1999年 | 2006年 | 2010年 |
| ------ | ------ | ------ | ------ | ------ | ------ | ------ | ------ |
| 10272  | 10698  | 10907  | 11067  | 10748  | 10850  | 10725  | 11776  |

参照元:1999年までEHESS、2000年以降INSEE

## ブルトン語
ブルトン語とフランス語の二言語教育を行う学校が、1989年に初めてカンペルレにできた。2007年の新学期において、カンペルレ内の児童の2.9%が二言語小学校に在籍していた。2008年12月18日、カンペルレ市議会において、ブルトン語の日常使用を促進するYa d’ar brezhoneg憲章が批准された。